# Grad (Wicca)

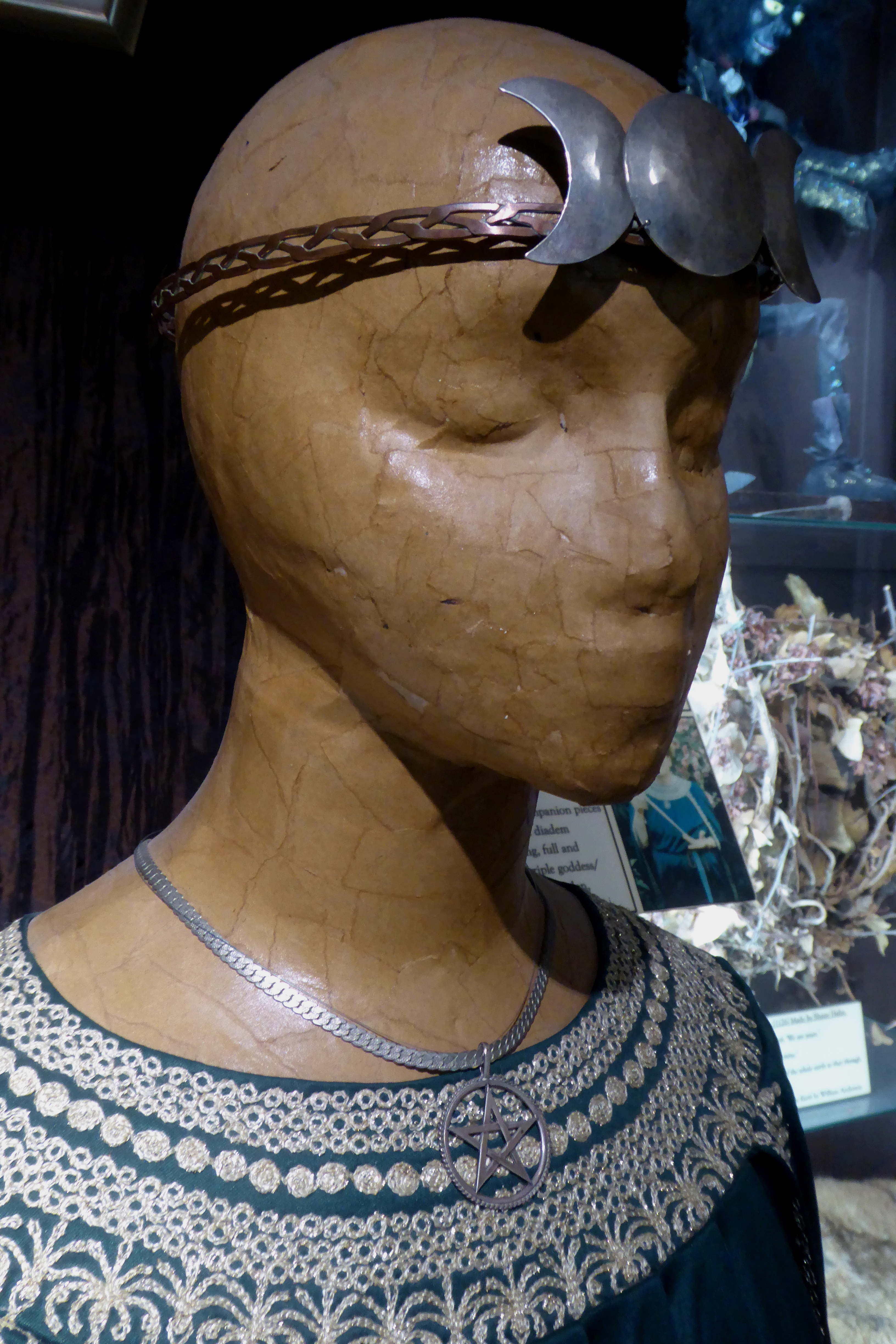
Eine Krone, die üblicherweise von weiblichen Personen im zweiten oder dritten Grad getragen wird, die ein Ritual leiten.

Ein Grad ist im Wicca die Bezeichnung für eine Organisationsstufe, die durch Initiation in diese erreicht werden kann. Oft kommen auch in Coven die nicht dem neopaganen Wicca-Glauben folgen, Grade zwecks besserer Organisation zum Einsatz.

## Funktion
Die Grade im Wicca dienen, entgegen der falschen Vorstellung vieler, nicht dazu eine Hierarchie zu bilden, sondern um sich besser organisieren zu können. Sie werden mit der Zeit erworben und zeigen so, wie viel Erfahrung eine Person hat und welche Aufgaben man ihr innerhalb eines Coven anvertrauen kann.
In den meisten Traditionen des Wicca gibt es drei Grade, die man nur innerhalb eines Coven erwerben kann. Sollte man seinen Coven verlassen, verliert man allerdings nicht seinen Grad und kann, wenn man in einen neuen Coven, der derselben Tradition folgt, initiiert wird, sofort mit seinem bereits erhaltenen Grad praktizieren und auch weiter aufsteigen. Die meisten Coven stellen in der heutigen Zeit eine Bestätigung über die Initiation aus, um diesen Nachweis zu erleichtern. Der Grad berechtigt einen dazu, bestimmte Funktionen innerhalb des Coven erfüllen zu können, wie beispielsweise das Leiten von Ritualen, oder Mitglied im Konzil zu werden. Die Initiation in einen der Grade wird rituell gefeiert; meist wird einem eine Person, die bereits in den Grad initiiert wurde, in den man selbst erhoben werden soll, als Pate zugeordnet. Während der Initiationszeremonie wird außerdem für gewöhnlich ein symbolisches Geheimnis ausgetauscht. Früher waren diese Geheimnisse dazu gedacht beweisen zu können, dass man in einen bestimmten Grad initiiert wurde, doch heute werden sie meist nur noch aus traditionellen Gründen genutzt. Bei der Initiation in einen höheren Grad wird man vor dem Betreten des Kreises nach dem Geheimnis gefragt, welches einem zuletzt mitgeteilt wurde.

## Grade

### Erster Grad
Im gardenischen Wicca wird man im ersten Grad bereits als Priester, bzw. Priesterin bezeichnet, in den meisten anderen Traditionen, so auch im BTW, welches auch Gardners Traditionen mit beinhaltet, ist aber die Bezeichnung Adept oder Novize bzw. Novizin üblich.
Wie man diesen Grad erlangt, ist ebenfalls unterschiedlich: Nach Gerald Gardner sollte man ein Jahr und einen Tag lang mit einem Coven gemeinsam praktiziert haben, bevor man von diesem in den ersten Grad initiiert werden kann, in manchen modernen Coven ist diese Probezeit aber deutlich kürzer. Dies ist wohl auch der Grund, weshalb man nach der Tradition Gardners sofort als Priester bezeichnet wird, denn man hatte im Zeitraum von über einem Jahr bereits genug Gelegenheit, seine Kompetenz zu beweisen. Trotz dessen ist auch in den meisten Coven, die einen Zeitraum von einem Jahr und einem Tag als Probezeit für die Initiation vorschreiben, heutzutage die Bezeichnung Novize am üblichsten.
Ein Novize wird sofort als vollwertiges Mitglied eines Coven angesehen, auch wenn man von einem anderen Coven initiiert wurde und einem neuen Coven beitreten möchte. Novizen nehmen an Unterricht teil, unterstützen andere Novizen, die neu im Coven sind, und nehmen bei gemeinsamen Ritualen, vor allem zu Sabbat und Esbat, auch oft eine unterstützende Funktion ein. Auch ist es für einen Novizen möglich kleinere Rituale vorzubereiten und zu leiten oder das gemeinsame Buch der Schatten des Coven zu erweitern.

### Zweiter Grad
Im gardenischen Wicca wird eine Person im zweiten Grad als Hohepriester, bzw. Hohepriesterin bezeichnet. Für Gardner stellt der dritte Grad nur eine besondere Würdigung von Wissen da und hat keine eigene Bezeichnung. In den meisten Traditionen, so auch im BTW, ist für den zweiten Grad allerdings die Bezeichnung Priester, bzw. Priesterin üblich.
In den zweiten Grad wird man für gewöhnlich frühestens ein Jahr und einen Tag, nachdem man den ersten Grad erlangt hat initiiert. Außerdem sollte man bereits genug theoretische und praktische Erfahrung haben, um andere unterrichten zu können.
Ein Priester übernimmt deutlich mehr Verantwortung innerhalb eines Coven. Mit dem Erreichen des zweiten Grades darf man andere unterrichten, selbstständig größere Rituale leiten, Hohepriesterin und Hohepriester bei Passageriten und Ritualen zum Sabbat unterstützen und erhält auch oft die Einladung Mitglied im Konzil zu werden, womit man sowohl eine beratende Rolle für Hohepriesterin, Hohepriester, aber auch alle anderen Mitglieder des Coven einnimmt, als auch bei wichtigen Entscheidungen Abstimmen kann.

### Dritter Grad
Eine Person die in den dritten Grad initiiert wurde, wird als Hohepriester, bzw. Hohepriesterin bezeichnet.
Die Erhebung in diesen Grad findet nicht immer mit einer Initiationszeremonie statt, da nicht immer zwei Personen zur Verfügung stehen, die bereits den dritten Grad innehaben und somit die Initiation gemeinsam durchführen können. Falls nur ein Hohepriester zur Verfügung steht, genügt es wenn das Konzil der Erhebung in den dritten Grad zustimmt und die Person im Kreise des Coven rituell in diesen Grad erhoben wird. Dabei wird der Person meist eine neue Robe gegeben, welche von dem bereits vorhandenen Hohepriester gesegnet wurde. Es ist kein spezieller Zeitraum vorgeschrieben, welchen man im zweiten Grad verbracht haben müsste, um in den dritten Grad erhoben werden zu können. Meist empfiehlt das Konzil die Erhebung, oder Initiation in diesen Grad, wenn die Person besonderes Wissen bewiesen hat, oder im Coven schon oft erfolgreich verantwortungsvolle Aufgaben übernommen hat. Ein Hohepriester sollte eine Führungspersönlichkeit sein und von allen Mitgliedern des Coven sehr geschätzt werden.
Mit der Initiation in den dritten Grad wird man nicht automatisch zum Hohepriester. In einem Coven gibt es traditionell immer nur eine Hohepriesterin und einen Hohepriester, weshalb man auch nur dieses Amt übernehmen kann, wenn erst eine Person im dritten Grad vorhanden ist. Sollte es bereits eine Hohepriesterin und einen Hohepriester geben, so wird man weiterhin als Priester bezeichnet, wenn man in diesen Grad erhoben wurde. Man kann allerdings, wenn man den Coven verlässt und einem neuen beitritt, oder wenn ein Hohepriester desselben Geschlechts sein Amt niederlegt, die Bezeichnung Hohepriester und die damit verbundenen Verantwortungen übernehmen.
Ein Hohepriester ist rechtlich für den Coven verantwortlich. Hohepriesterin und Hohepriester bilden gemeinsam den Vorstand des Konzils, leiten den Coven, übernehmen sämtliche Aufgaben, die nicht jemand anderem zufallen, leiten Passageriten, wie eine Initiationszeremonie und leiten auch andere größere Rituale, wie zum Sabbat, oder Esbat, sofern diese nicht von einer anderen Person geleitet werden. Als Hohepriester kann man auch seinen eigenen Coven gründen. Coven werden bewusst klein gehalten und in mehrere einzelne Gruppen geteilt wenn es zu viele Mitglieder werden, damit stets alle Vertrauen zu Hohepriesterin und Hohepriester haben können. Wenn ein Hohepriester sein Amt nicht mehr ausüben kann, oder nicht im Interesse des Coven handelt, kann er vom Konzil abgesetzt werden, behält jedoch seinen Grad. Wenn ein Coven bereits aus mehreren Gruppen, sogenannten Schwärmen besteht, dann übernehmen Hohepriester und Hohepriesterin der ursprünglichen Hauptgruppe bei gemeinsamen Zusammenkünften die leitende Funktion und werden oft auch als Hexenmutter, oder Hexenkönigen, bzw. Hexenvater, oder Hexenkönig bezeichnet.